# جاک استوراک
جاک استوراک (انگلیسی: Jock Sturrock; ۱۴ مهٔ ۱۹۱۵ – ۱۱ ژوئیهٔ ۱۹۹۷) قایقران قایق بادبانی اهل استرالیا بود.